# Küppersteg

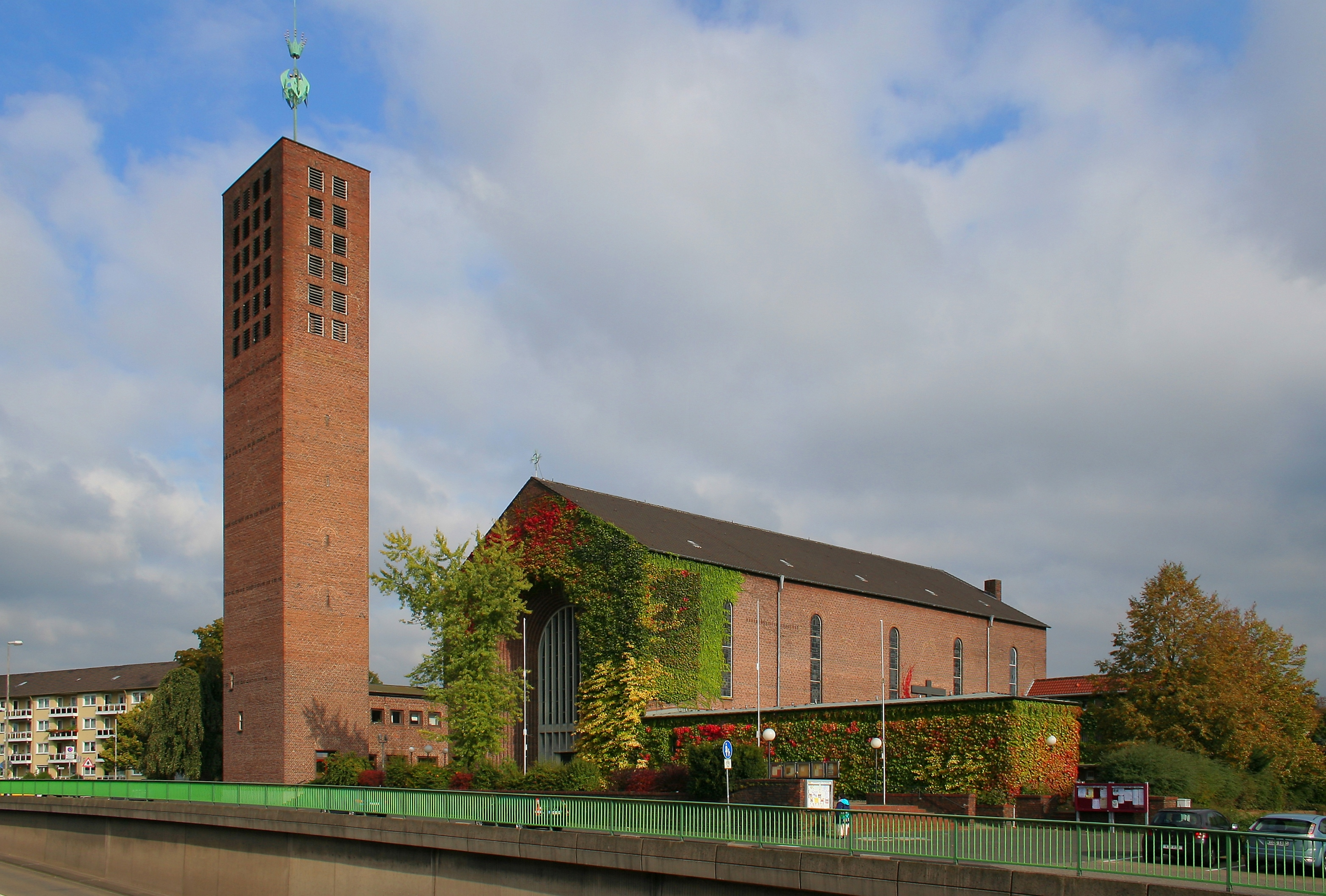
Kath. Christus-König-Kirche am Europaring in Küppersteg

Küppersteg ist ein Stadtteil von Leverkusen.

## Lage

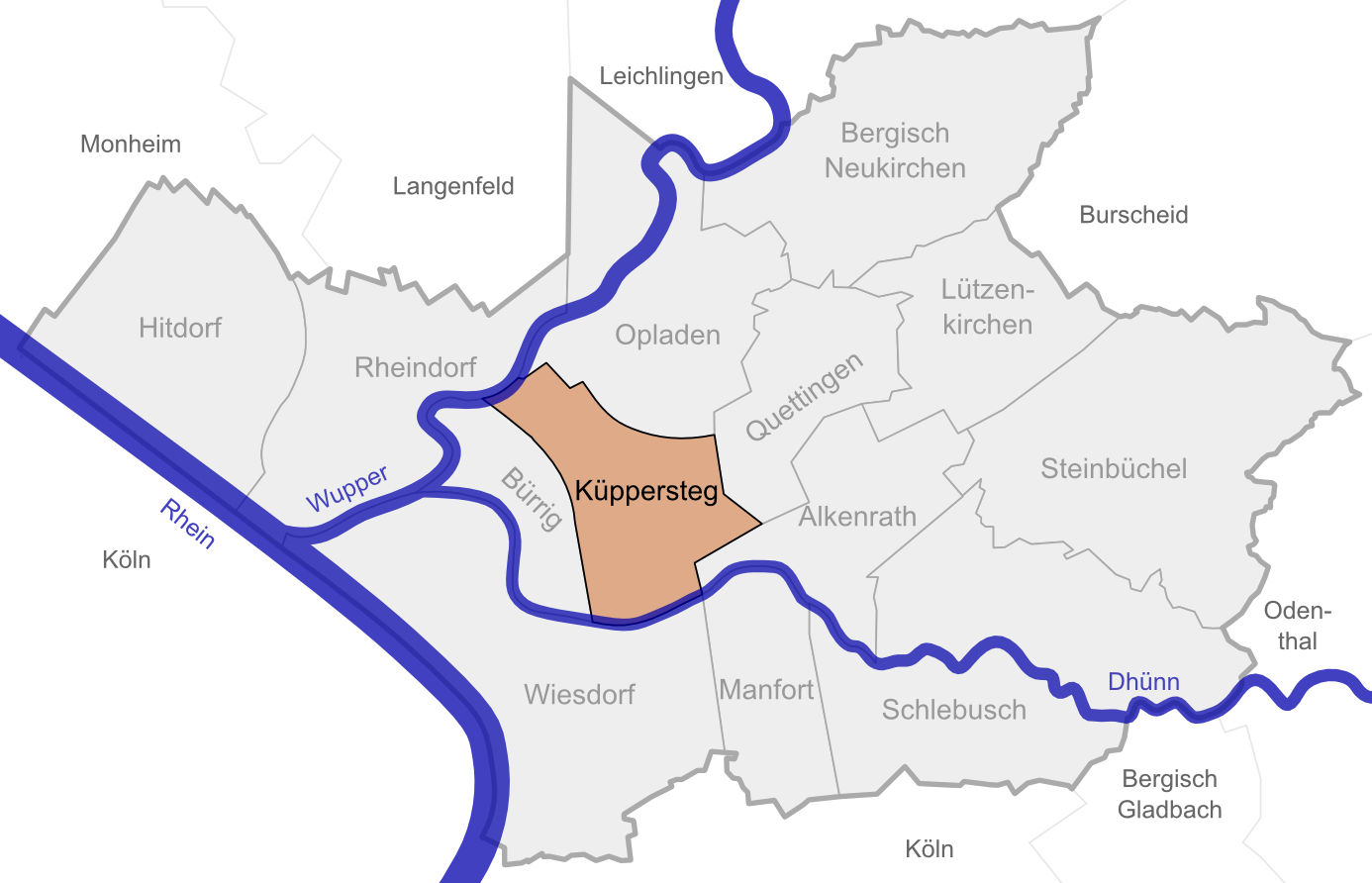
Lage von Küppersteg in Leverkusen

Im Osten von Küppersteg verlaufen die Bundesautobahn 1 und die Bahnstrecke Gruiten–Köln-Mülheim als Grenze zu Quettingen. Nordöstlich liegt der Stadtteil Opladen. Südlich von Küppersteg liegen die Dhünn sowie der Stadtteil Wiesdorf und im Westen bildet die Bahnstrecke Köln–Duisburg die Grenze zu Bürrig. An dieser befindet sich der Haltepunkt Leverkusen-Küppersteg der S-Bahn Rhein-Ruhr.
Am Küppersteger Bahnhof, der von der S-Bahn-Linie S6 (Köln–Essen) angefahren wird, besteht auf der Ost- und Westseite Anschluss an die Wupsi-Buslinie 207 (Rheindorf–Steinbüchel). In näherer Umgebung befinden sich weitere Haltestellen (Küppersteg Post, Linie 204; Von-Ketteler-Straße, Linien 203 und 217).
| Linie | Verlauf | Takt |
| ----- | --- | --- |
| S 6   | Essen Hbf – Essen Süd – E-Stadtwald – E-Hügel – E-Werden – Kettwig – Kettwig Stausee – Hösel – Ratingen Ost – D-Rath – D-Rath Mitte – D-Derendorf – D-Zoo – D-Wehrhahn – Düsseldorf Hbf – D-Volksgarten – D-Oberbilk – D-Eller Süd – D-Reisholz – D-Benrath – D-Garath – D-Hellerhof – Langenfeld-Berghausen – Langenfeld (Rheinland) – Lev.-Rheindorf – Lev.-Küppersteg – Leverkusen Mitte – Lev.-Chempark – K-Stammheim – K-Mülheim – K-Buchforst – K-Messe/Deutz – Köln Hbf – K-Hansaring – K-Nippes (– K-Geldernstr./Parkgürtel – K-Longerich – K-Volkhovener Weg – K-Chorweiler – K-Chorweiler Nord – K-Blumenberg – K-Worringen) Stand: Fahrplanwechsel Dezember 2023 | 20 min (werktags) 30 min (sonn-/feiertags, Essen–Düsseldorf auch samstags) Nippes–Worringen nur werktags 5–20 Uhr und sonn-/feiertags 11–21 Uhr |
| 207   | Rheindorf Nord – Küppersteg S-Bahnhof – Mathildenhof | 20 Min. (werktags) |

## Geschichte

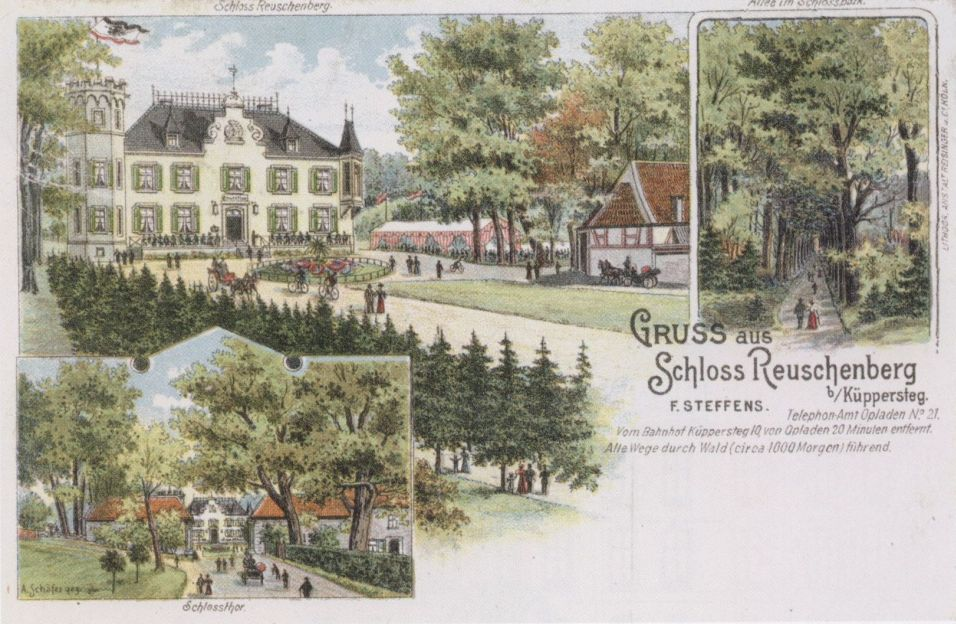
Das ehemalige Schloss Reuschenberg an der Stelle des heutigen Wildparks

Im Jahre 1157 wurde Küppersteg erstmals als Steg über die Dhünn bei Bürrig erwähnt. Der Ort gehörte im Mittelalter zum Amt Miselohe im Herzogtum Berg. Später war er ein Teil des Großherzogtums Berg. 1815 kam Küppersteg an das Königreich Preußen und zum Kreis Opladen im Regierungsbezirk Düsseldorf, allerdings 1819 schon an den Kreis Solingen. 1845 erhielt Küppersteg einen Bahnhof an der neuerrichteten Cöln-Mindener Eisenbahn. Am 31. August 1889 wurde die Bürgermeisterei Opladen-Land, zu der Bürrig und Wiesdorf gehörten, in Bürgermeisterei Küppersteg umbenannt, die nun nicht mehr von Opladen aus verwaltet wurde, sondern einen eigenen Bürgermeister erhielt.
Im Jahre 1928 wurde die Christ-König-Kirche gebaut. Seit 1930 ist Küppersteg ein Stadtteil von Leverkusen, seit 1. Januar 1975 im Stadtbezirk II.
Seit den 1970er-Jahren gilt Küppersteg als zweigeteilt. Der vierspurige Europaring zerschneidet den Stadtteil in Ost und West. Es gibt Überlegungen, diese Situation zu ändern und die Straße mit einem Deckel zu versehen.
| Bevölkerungsentwicklung |               |  |      |               |  |      |               |  |
| Jahr                    | Einwohnerzahl |  | Jahr | Einwohnerzahl |  | Jahr | Einwohnerzahl |  |
| 1990                    | 9.783         |  | 1995 | 9.491         |  | 1996 | 9.478         |  |
| 1997                    | 9.244         |  | 1998 | 9.121         |  | 1999 | 9.237         |  |
| 2000                    | 9.161         |  | 2001 | 9.209         |  | 2002 | 9.184         |  |
| 2003                    | 9.082         |  | 2005 | 9.142         |  | 2023 | 9.870         |  |

## Infrastruktur
- Kindertagesstätte der Caritas
- Kindergarten Martin-Luther-Haus
- Katholische Kindertagesstätte Christus König
- Städtischer Kindergarten
- Gemeinschaftsgrundschule Kerschensteinerschule
- Städtische Gemeinschaftshauptschule
- Wildpark Reuschenberg
- Naherholungsgebiet Silbersee

Sport
- BayArena, Stadion von Bayer 04 Leverkusen
- Ostermann-Arena, Multifunktionshalle, in der u. a. die Bayer Giants Leverkusen ihre Heimspiele austragen

## Persönlichkeiten
- Paul Janes (1912–1987), deutscher Fußballspieler
- Peter Röger (1922–1999), deutscher Fußballspieler